# Pesem Evrovizije 2009
Pesem Evrovizije 2009 je bila 54. evrovizijska prireditev zapovrstjo. Gostila jo je Rusija, kajti zmagovalec Pesmi Evrovizije 2008 je bil njihov predstavnik Dima Bilan. Finalni večer je potekal 16. maja. Zmagala je norveška pesem z naslovom Fairytale, ki jo je izvajal Alexander Rybak. Izbor je potekal v olimpijski dvorani v Moskvi. 
Slovenski predstavniki Quartissimo se niso uvrstili v finale evrovizijskega tekmovanja; nastopili so v drugem predizboru, 12. maja.
Evropska radiodifuzna zveza (EBU) je določila nova pravila glasovanja: ponovno so uvedli žirije, ki so poleg občinstva  odločale o podeljenih točkah; v polfinalnih večerih je glasovalo le občinstvo s pomočjo telefonskega glasovanja, le 10. državo, ki se je uvrstila v vsakem od obeh polfinalov, je določila žirija (torej Finsko in Hrvaško). Tekmovalo je 42 držav. Na evrovizijske odre se je po premoru vrnila Slovaška, San Marino pa je iz finančnih razlogov odstopil od tekmovanja. Sprva sta tudi Latvija in Gruzija sporočili, da na Pesmi Evrovizije 2009 ne bosta sodelovali, a je kasneje EBU objavil, da se bosta obe državi udeležili tekmovanja. Ker je EBU zaradi spornega besedila zavrnila gruzinsko skladbo, je Gruzija naposled dokončno odstopila.

## Potek

### Prvi polfinale
- 12. maj 2009
- Devet držav, ki so dobile največ telefonskih glasov, se je kvalificiralo v finale.
- Izmed devet najslabših je strokovna komisija določila še eno pesem.
- Združeno kraljestvo in Nemčija sta glasovali poleg tekmovalnih držav.

| #  | Država               | Izvajalec                 | Pesem                       | Točke | Uvrstitev |
| -- | -------------------- | ------------------------- | --------------------------- | ----- | --------- |
| 01 | Črna gora            | Andrea Demirović          | "Just Get Out of My Life"   | 44    | 11.       |
| 02 | Češka                | Gipsy.cz                  | "Aven Romale"               | 0     | 18.       |
| 03 | Belgija              | Patrick Ouchène           | "Copycat"                   | 1     | 17.       |
| 04 | Belorusija           | Petr Elfimov              | "Eyes That Never Lie"       | 25    | 13.       |
| 05 | Švedska              | Malena Ernman             | "La voix"                   | 105   | 4.        |
| 06 | Armenija             | Inga and Anush Arshakyan  | "Jan Jan"                   | 99    | 5.        |
| 07 | Andora               | Susanne Georgi            | "La teva decisió"           | 8     | 15.       |
| 08 | Švica                | Lovebugs                  | "The Highest Heights"       | 15    | 14.       |
| 09 | Turčija              | Hadise                    | "Düm Tek Tek"               | 172   | 2.        |
| 10 | Izrael               | Noa in Mira Awad          | "There Must Be Another Way" | 75    | 7.        |
| 11 | Bolgarija            | Krassimir Avramov         | "Illusion"                  | 7     | 16.       |
| 12 | Islandija            | Jóhanna Guðrún Jónsdóttir | "Is It True?"               | 174   | 1.        |
| 13 | Makedonija           | Next Time                 | "Neshto Shto Ke Ostane"     | 45    | 10.       |
| 14 | Romunija             | Elena Gheorghe            | "The Balkan Girls"          | 67    | 9.        |
| 15 | Finska               | Waldo's People            | "Lose Control"              | 42    | 12.       |
| 16 | Portugalska          | Flor-de-Lis               | "Todas as ruas do amor"     | 70    | 8.        |
| 17 | Malta                | Chiara                    | "What If We"                | 86    | 6.        |
| 18 | Bosna in Hercegovina | Regina                    | "Bistra voda"               | 125   | 3.        |

- Države z obarvanim poljem so se uvrstile v finale.
- Državo s tako obarvanim poljem je v finale popeljala strokovna žirija, ki jo je izbrala za 10. potnika.

### Drugi polfinale
- 14. maj 2009
- Devet držav, ki so dobile največ telefonskih glasov, se je kvalificiralo v finale.
- Izmed desetih najslabših je strokovna komisija določila še eno pesem.
- Francija, Španija in Rusija so glasovale poleg tekmovalnih držav.

| #  | Država      | Izvajalec                        | Pesem                                 | Točke | Uvrstitev |
| -- | ----------- | -------------------------------- | ------------------------------------- | ----- | --------- |
| 01 | Hrvaška     | Igor Cukrov in Andrea            | "Liepa Tena"                          | 33    | 13.       |
| 02 | Irska       | Sinéad Mulvey in Black Daisy     | "Et Cetera"                           | 52    | 11.       |
| 03 | Latvija     | Intars Busulis                   | "Probka"                              | 7     | 19.       |
| 04 | Srbija      | Marko Kon in Milan Nikolić       | "Cipela"                              | 60    | 10.       |
| 05 | Poljska     | Lidia Kopania                    | "I Don't Wanna Leave"                 | 43    | 12.       |
| 06 | Norveška    | Alexander Rybak                  | "Fairytale"                           | 201   | 1.        |
| 07 | Ciper       | Christina Metaxa                 | "Firefly"                             | 32    | 14.       |
| 08 | Slovaška    | Kamil Mikulčík in Nela Pocisková | "Leť tmou"                            | 8     | 18.       |
| 09 | Danska      | Niels Brinck                     | "Believe Again"                       | 69    | 8.        |
| 10 | Slovenija   | Quartissimo in Martina Majerle   | "Love Symphony"                       | 14    | 16.       |
| 11 | Madžarska   | Zoli Ádok                        | "Dance with Me"                       | 16    | 15.       |
| 12 | Azerbajdžan | AySel and Arash                  | "Always"                              | 180   | 2.        |
| 13 | Grčija      | Sakis Rouvas                     | "This Is Our Night"                   | 110   | 4.        |
| 14 | Litva       | Sasha Son                        | "Love"                                | 66    | 9.        |
| 15 | Moldavija   | Nelly Ciobanu                    | "Hora din Moldova"                    | 106   | 5.        |
| 16 | Albanija    | Kejsi Tola                       | "Carry Me in Your Dreams"             | 73    | 7.        |
| 17 | Ukrajina    | Svetlana Loboda                  | "Be My Valentine! (Anti-crisis Girl)" | 80    | 6.        |
| 18 | Estonija    | Urban Symphony                   | "Rändajad"                            | 115   | 3.        |
| 19 | Nizozemska  | The Toppers                      | "Shine"                               | 11    | 17.       |

- Države z obarvanim poljem so se uvrstile v finale.
- Državo s tako obarvanim poljem je v finale popeljala strokovna žirija, ki jo je izbrala za 10. potnika.

### Finale
| #  | Država               | Jezik                              | Izvajalec                | Pesem                                 | Uvrstitev | Točke |
| -- | -------------------- | ---------------------------------- | ------------------------ | ------------------------------------- | --------- | ----- |
| 01 | Litva                | angleščina, ruščina                | Sasha Son                | "Love"                                | 23.       | 23    |
| 02 | Izrael               | angleščina, hebrejščina, arabščina | Noa in Mira Awad         | "There Must Be Another Way"           | 16.       | 53    |
| 03 | Francija             | francoščina                        | Patricia Kaas            | "Et s'il fallait le faire"            | 8.        | 107   |
| 04 | Švedska              | angleščina, francoščina            | Malena Ernman            | "La voix"                             | 21.       | 33    |
| 05 | Hrvaška              | hrvaščina                          | Igor Cukrov feat. Andrea | "Lijepa Tena"                         | 18.       | 45    |
| 06 | Portugalska          | portugalščina                      | Flor-de-Lis              | "Todas as ruas do amor"               | 15.       | 57    |
| 07 | Islandija            | angleščina                         | Yohanna                  | "Is It True?"                         | 2.        | 218   |
| 08 | Grčija               | angleščina                         | Sakis Rouvas             | "This Is Our Night"                   | 7.        | 120   |
| 09 | Armenija             | angleščina, armenščina             | Inga in Anush            | "Jan Jan"                             | 10.       | 92    |
| 10 | Rusija               | ruščina, ukrajinščina              | Anastasija Prihodko      | "Mamo"                                | 11.       | 91    |
| 11 | Azerbajdžan          | angleščina                         | AySel and Arash          | "Always"                              | 3.        | 207   |
| 12 | Bosna in Hercegovina | bosanščina                         | Regina                   | "Bistra voda"                         | 9.        | 106   |
| 13 | Moldavija            | romunščina, angleščina             | Nelly Ciobanu            | "Hora din Moldova"                    | 14.       | 69    |
| 14 | Malta                | angleščina                         | Chiara                   | "What If We"                          | 22.       | 31    |
| 15 | Estonija             | estonščina                         | Urban Symphony           | "Rändajad"                            | 6.        | 129   |
| 16 | Danska               | angleščina                         | Niels Brinck             | "Believe Again"                       | 13.       | 74    |
| 17 | Nemčija              | angleščina                         | Alex Swings Oscar Sings! | "Miss Kiss Kiss Bang"                 | 20.       | 35    |
| 18 | Turčija              | angleščina                         | Hadise                   | "Düm Tek Tek"                         | 4.        | 177   |
| 19 | Albanija             | angleščina                         | Kejsi Tola               | "Carry Me in Your Dreams"             | 17.       | 48    |
| 20 | Norveška             | angleščina                         | Alexander Rybak          | "Fairytale"                           | 1.        | 387   |
| 21 | Ukrajina             | angleščina                         | Svetlana Loboda          | "Be My Valentine! (Anti-Crisis Girl)" | 12.       | 76    |
| 22 | Romunija             | angleščina                         | Elena                    | "The Balkan Girls"                    | 19.       | 40    |
| 23 | Združeno kraljestvo  | angleščina                         | Jade Ewen                | "It's My Time"                        | 5.        | 173   |
| 24 | Finska               | angleščina                         | Waldo's People           | "Lose Control"                        | 25.       | 22    |
| 25 | Španija              | španščina, angleščina              | Soraya Arnelas           | "La noche es para mí"                 | 23.       | 23    |